# Нове Замки (хокейний клуб)
«Нове Замки» (словац. HHC Nové Zámky) — хокейний клуб з міста Нове Замки, Словаччина. Заснований у 1965 році.

## Історія
Історія хокею в місті починається ще в 1937 році. Перший хокейний клуб створено в 1965 році за часів Чехословаччини і мав назву «Локомотив». Виступали «залізничники» в нижчих словацьких лігах.
Після поділу Чехословаччина на Чехію та Словаччину, «Локомотив» був переведений до новоствореної Другої ліги Словаччини, третього за значимістю дивізіону. У сезоні 2006–07 команда виступала в угорській лізі. Наступного року «Локомотив» став переможцем Другої ліги і підвищився до першої ліги але після трьох сезонів знову вибув до Другої ліги. 
У 2011 році була створена нинішня команда «Нове Замки», яка замінила «Локомотив» у Другій лізі. У сезоні 2012–13 років клуб приєднався до міжнародної МОЛ ліги, де окрім словацького клубу грали команди з Угорщини та Румунії. Загалом у МОЛ лізі «Нове Замки» провели три сезони паралельно виступаючи в Другій лізі Словаччини, в якій здобули перемогу в сезоні 2014–15 років. Одним із лідерів команди був Любомір Гуртай, який залишив клуб після сезону.
Після успішного попереднього сезону «Нове Замки» зосередились виключно на внутрішніх змаганнях і це принесло результат, виграш в першій лізі та підвищення до екстраліги. 
У сезоні 2016–17 команда дебютувала в екстралізі. За підсумками регулярного сезону 2024–25 років, клуб посів останнє місце та вибув до першої ліги.

## Домашня арена
Домашній стадіон клубу «Льодовий палац Нове Замки», арена вміщує 2000 глядачів.

## Досягнення
Ерсте ліга
- Переможець (1): 2013–14[4]

Перша ліга Словаччини
- Переможець (1): 2015–16

Друга ліга Словаччини
- Переможець (1): 2014–15
- Друге місце (1): 2004–05